# Greer Skousen
Aytch Greer Skousen Spilsbury (ur. 24 września 1916 w Casas Grandes, zm. 20 marca 1988 w San Antonio) – meksykański koszykarz, brązowy medalista olimpijski z 1936 roku z Berlina.